# Youri Regeer
Youri Regeer, né le 18 août 2003 à Haarlem aux Pays-Bas, est un footballeur néerlandais, qui évolue au poste de milieu central à l'Ajax Amsterdam.

## Biographie

### Ajax Amsterdam
Né à Haarlem aux Pays-Bas, Youri Regeer rejoint l'ADO La Haye à l'âge de 12 ans après des essais non concluants avec l'Ajax Amsterdam et l'AZ Alkmaar. Finalement, deux ans plus tard, en 2017, il rejoint l'Ajax Amsterdam, alors qu'il est âgé de 14 ans. Considéré comme l'un des joueurs les plus prometteurs du club, il s'impose dans les différentes catégories de jeunes où il est apprécié pour sa polyvalence, son leadership et ses qualités de footballeur.
Le 15 décembre 2021, Regeer est lancé par Erik ten Hag en équipe première, lors d'une rencontre de coupe des Pays-Bas face au BVV Barendrecht (en). Il entre en jeu lors de cette rencontre remportée par son équipe sur le score de quatre buts à zéro. Le 27 janvier 2022 il prolonge son contrat avec l'Ajax jusqu'en juin 2025. Le contrat est effectif à partir du 1er juillet 2022.
Il fait ses débuts dans l'Eredivisie face au PEC Zwolle le 30 avril 2022. Il est titularisé et son équipe s'impose sur le score de trois buts à zéro.
Il est sacré Champion des Pays-Bas lors de cette saison 2021-2022.

### FC Twente
Lors de l'été 2023, Youri Regeer quitte l'Ajax Amsterdam pour s'engager en faveur du FC Twente. Le transfert est annoncé dès le 9 juin 2023 et il signe un contrat de quatre ans, soit jusqu'en juin 2027,.
Regeer marque son premier but pour Twente le 8 octobre 2023, lors d'une rencontre de championnat face au Fortuna Sittard. Il est titularisé et participe à la victoire de son équipe par trois buts à zéro.

### Retour à l'Ajax
Après un an et demi à Twente, Youri Regeer fait son retour à l'Ajax Amsterdam le 24 janvier 2025, le club exerçant son droit de rachat sur le joueur. Regeer signe alors un contrat courant jusqu'en juin 2029 avec le club de la capitale néerlandaise.

### En sélection
Avec les moins de 16 ans, il inscrit deux buts, contre la Hongrie et l'Italie. A trois reprises, il officie comme capitaine de la sélection.
Avec les moins de 17 ans, il participe à la Coupe du monde des moins de 17 ans en 2019. Lors du mondial junior organisé au Brésil, il joue six matchs. Il se met en évidence en inscrivant un but lors de la demi-finale perdue aux tirs au but face aux États-Unis.
Regeer joue son premier match avec l'équipe des Pays-Bas espoirs le 8 septembre 2023, contre la Moldavie. Il entre en jeu à la place de Ruben van Bommel et son équipe l'emporte par trois buts à zéro.

## Palmarès
Ajax Amsterdam
- Championnat des Pays-Bas (1) :
  - Champion : 2021-2022.